# THE RAKE JAPAN EDITION
『THE RAKE JAPAN EDITION』（ザ・レイク ジャパン・エディション）は、ザ・レイク・ジャパン株式会社が編集・広告を手掛ける、富裕層向けのメンズラグジュアリーファッション雑誌。
2014年11月24日創刊。奇数月の25日発売。

## 概要
世界一ハイクオリティなメンズ誌を謳う、シンガポールで創刊されたラグジュアリーメンズマガジンの日本版。ファッションを中心に、時計、クルマ、旅、グルメなど、全方位的なライフスタイル情報を提供している。
「いま世界では、何が“上質”とされているのか」ということを軸に、本国版から翻訳した記事と日本独自のコンテンツを合わせ、世界レベルに照準を合わせた情報を紹介している。現在では、日本版の他に、ロシア版、中東（ドバイ、カタール、アブダビ等）版、トルコ版が各国で発行されている。
日本では、書店での販売のほか、高級ホテルや会員制スポーツクラブ、高級時計店の上顧客への無料配布を行っている。

## 本国版
2008年にシンガポールで創刊。現在、編集部はロンドン、発行元はシンガポールにある。
過去の表紙にはラグジュアリーブランドのデザイナーや立役者、そして俳優、さらには英国貴族を起用。

### 過去の表紙例
- issue07 トム・フォード
- issue09 ポール・スミス
- issue10 ラルフ・ローレン
- issue13 ジルド・ゼニア
- issue19 デヴィット・ローレン
- issue25 ラポ・エルカーン
- issue26 ルカ・ディ・モンテゼーモロ
- issue33 マイケル・オブ・ケント王子
- issue34 ヒュー・ジャックマン
- issue35 ドミニコ・ドルチェとステファノ・ガッバーナ
- issue36 ラルフ・ローレン
- issue39 サミュエル・エル・ジャクソン
- issue40 チャールズ・ダンス
- issue41 チャールズ3世（当時皇太子）
- issue42 スタンレー・トゥッチ
- issue43 マーティン・フリーマン
- issue44 キウェテル・イジョフォー
- issue45 アンドリュー・リンカーン

## 誌名の由来
フィアット元会長を務め、「イタリアの帝王」と呼ばれ、「レイク・オブ・リヴィエラ（リヴィエラの道楽者）」の愛称を持ち、かつ、世界一の洒落者として名高いジャンニ・アニェッリが由来。
孫は、2006年にフィアット社を黒字転換させ、その後自身のブランド、イタリア インディペンデント社を設立したラポ・エルカーン（Issue04では初の日本版オリジナルとなる表紙を飾った）。ラポも世界一のファッションセレブとしてその名を知らしめている。

## 日本語版

### 過去の表紙
- Issue01 ヒュー・ジャックマン
- Issue02 マイケル・オブ・ケント王子
- Issue03 ラルフ・ローレン
- Issue04 ラポ・エルカーン（初の日本オリジナル表紙）アンドリュー・リンカーン
- Issue05 サミュエル・エル・ジャクソン
- Issue06 マーク・A・ハイエック
- Issue07 チャールズ3世（当時皇太子）
- Issue08 スタンレー・トゥッチ
- Issue09 ルカ・ディ・モンテゼーモロ
- Issue10 ロバート・ダウニー・Jr.
- Issue11 アンドリュー・リンカーン
- Issue12 ダニエル・ブリュール
- Issue13 ブルネロ・クチネリ
- Issue14 イーサン・ホーク
- Issue15 ジョエル・エドガートン
- Issue16 パトリック・スチュワート
- Issue17 マイケル・ファスベンダー
- Issue18 トム・クルーズ
- Issue 19 コリン・ファース
- Issue20 ウィンストン・チャーチル
- Issue21ニコラス・ケイジ
- Issue22 エグザイル アキラ
- Issue23 ジャンニ・アニエッリ
- Issue24  ベネディクト・カンバーバッチ
- Issue25 ラルフ・ローレン
- Issue26 ウィレム・デフォー
- Issue27 ジュリアン・ムーア
- Issue28 リーヴ・シュレイバー
- Issue29 ケヴィン・ハート
- Issue30 ベン・キングスレー
- Issue31マルチェロ・マストロヤンニ
- Issue32 サム・ロックウェル
- Issue33 ジョン・ハム
- Issue34 クリストフ・ヴァルツ
- Issue35 ポール・フェイグ
- Issue36 レイフ・ファインズ
- Issue37 ルイス・ハミルトン
- Issue38 エディ・レッドメイン
- Issue39 ジョシュ・ブローリン
- Issue40 セルジュ・ゲンズブール
- Issue41 アラン・ドロン
- Issue42 マッツ・ミケルセン
- Issue43 マット・デイモン
- Issue44 ベニチオ・デル・トロ
- Issue45 ポール・ベタニー